# Дякос (Гревенско)
Дякос, още Лебиново или Либиново (на гръцки: Διάκος, до 1927 година: Λιμπίνοβο, Либиново), е бивше село в Република Гърция, дем Гревена, област Западна Македония.

## География
Селото е било разположено на 760 m надморска височина, близо до географската граница на Македония с Тесалия. Намирало се е на около 30 km южно от град Гревена, в северното подножие на планината Хасия, част от планинската верига Пинд, в землището на днешното село Емилианос, на около 5 km южно от него. На юг граничи с тесалийското село Агнандия.

## История

### В Османската империя
В края на ХІХ век Лебиново е гръцко християнско село в южния край на Гребенската каза на Османската империя. Според статистиката на Васил Кънчов през 1900 година в Лебиново живеят 206 гърци.
На Етнографската карта на Битолския вилает на Картографския институт в София от 1901 година Линово е чисто гръцко село в Гревенската каза на Серфидженския санджак с 37 къщи. Същевременно Лебис е чисто помашко (гръцко мохамеданско) село в Гревенската каза на Серфидженския санджак с 14 къщи.
Според статистика на Серфидженския санджак на гръцкото консулство в Еласона от 1904 година в Либиново (Λιμπίνοβο), Гревенска каза, живеят 155 гърци елинофони християни.

### В Гърция
През Балканската война в 1912 година в селото влизат гръцки части и след Междусъюзническата в 1913 година Лебиново влиза в състава на Кралство Гърция. При първото преброяване от новата власт през 1913 година в Либиновон са регистрирани 242 души.
През 1927 година името на селището е сменено на Дякос.
През 1970 – 1971 година правителството на военната хунта в Гърция създава новото селище Агии Теодори, в което постепенно са преселени жителите на Дякос и на още 6 околни села.
В селото е запазена църквата „Успение Богородично“ от XIX век.
| Име              | Име              | Ново име   | Ново име     | Описание                |
| ---------------- | ---------------- | ---------- | ------------ | ----------------------- |
| Дзаруна          | Τζαροΰνα         | Дяволос    | Διάβολος     | река южно от Дякос      |
| Туламбас         | Τουλαμπάς        | Месохория  | Μεσοράχια    | местност С от Дякос     |
| Кюлкас           | Κούλκας          | Емилианос  | Αίμιλιανός   | местност СИ от Дякос    |
| Вигла Лимбиновон | Βίγλα Λιμπίνοβον | Вигла Дяку | Βίγλα Διάκου | връх Ю ог Дякос (985 m) |
| Марка            | Μάρκα            | Лекани     | Λεκάνη       | връх З от Дякос         |
| Стеремес         | Στερεμές         | Дзумакис   | Τζουμάκης    | връх И от Дякос (788 m) |

| Година    | 1913 | 1920 | 1928 | 1940 | 1951 | 1961 | 1971 | 1981 | 1991 | 2001 | 2011 | 2021 |
| --------- | ---- | ---- | ---- | ---- | ---- | ---- | ---- | ---- | ---- | ---- | ---- | ---- |
| Население | 242  | 220  | 248  | 287  | 223  | 280  | 186  | 0    |      |      |      |      |

## Личности
Родени в Дякос
- Апостол (Толе) Христо от гревенското село Лебис, грък, православен, арестуван преди април 1904 година, обвинен, че „участва в събирането и осигуряването на пари за муниции и оръжие с цел да се наруши порядъкът“, осъден от Първостепенния съд в Серфидже на 3 години затвор, лежал в Серфидженския затвор, амнистиран с общата амнистия от 12 април 1904 година[13]
- Николаос Вензос (Νικόλαος Βένζος, ? – 1906), гръцки андартски деец, четник, убит край Костанско[14]